# 情報オーバーロード
情報オーバーロード（じょうほうオーバーロード、英: information overload）とは、多すぎる情報によって必要な情報が埋もれてしまい、課題を理解したり意思決定したりすることが困難になる状態を指す。初出はバートラム・グロスの1964年の著書である。アルビン・トフラーが1970年のベストセラー『未来の衝撃』で一般化させた概念。情報洪水、情報過多などともいう。
情報オーバーロードは、システムへの入力情報の全量がシステムの処理能力を超えているときに起きる。意思決定者は有限の認知処理能力しか持てない。その結果、情報オーバーロードが起きると与えられた情報の全量が解釈できなくなり、状況のあまりの複雑度に思考が混乱し、意思決定の質の低下が発生すると考えられる。

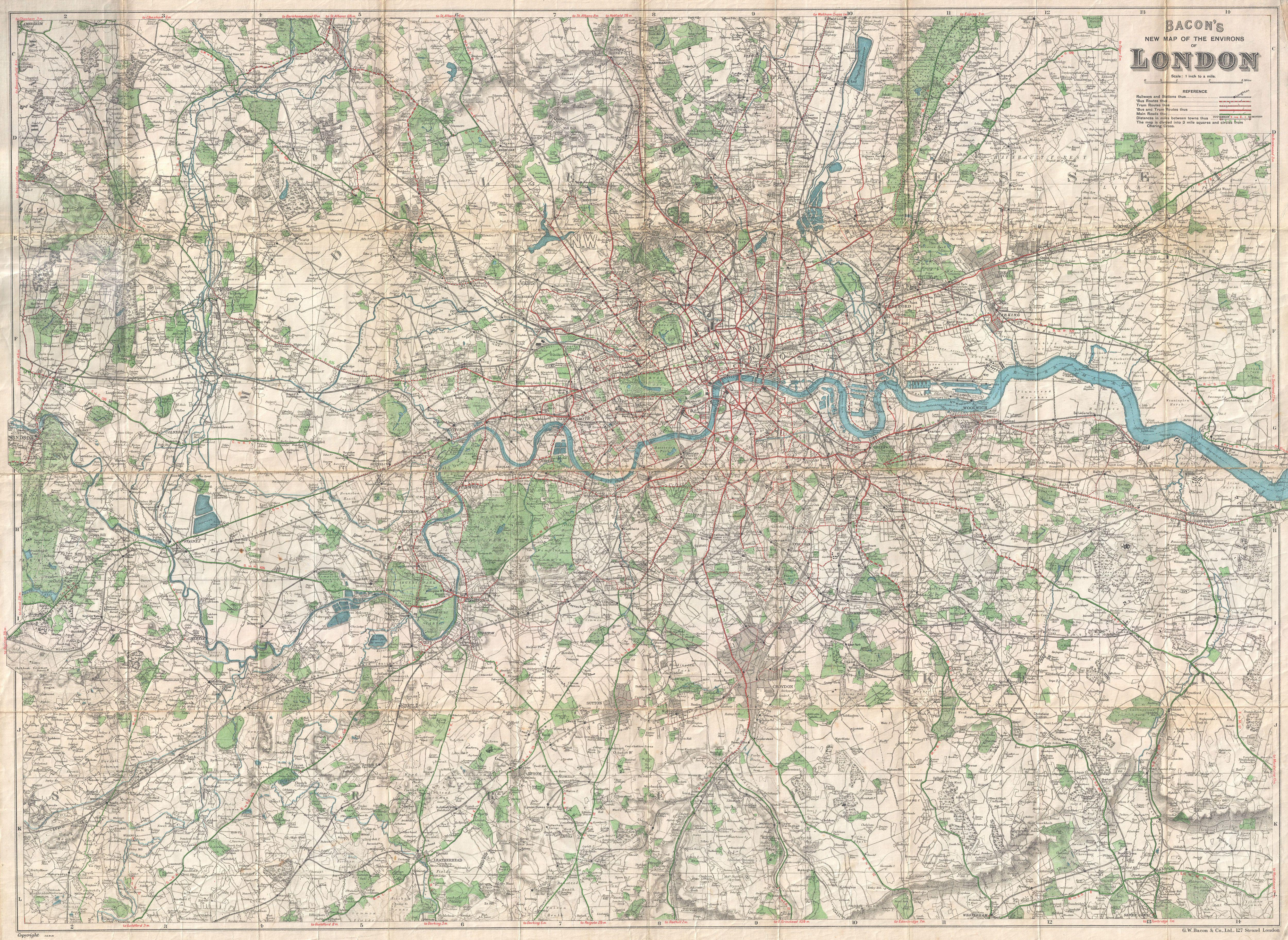
情報過多は理解を妨げる（1920年のロンドン地図）

## 概要

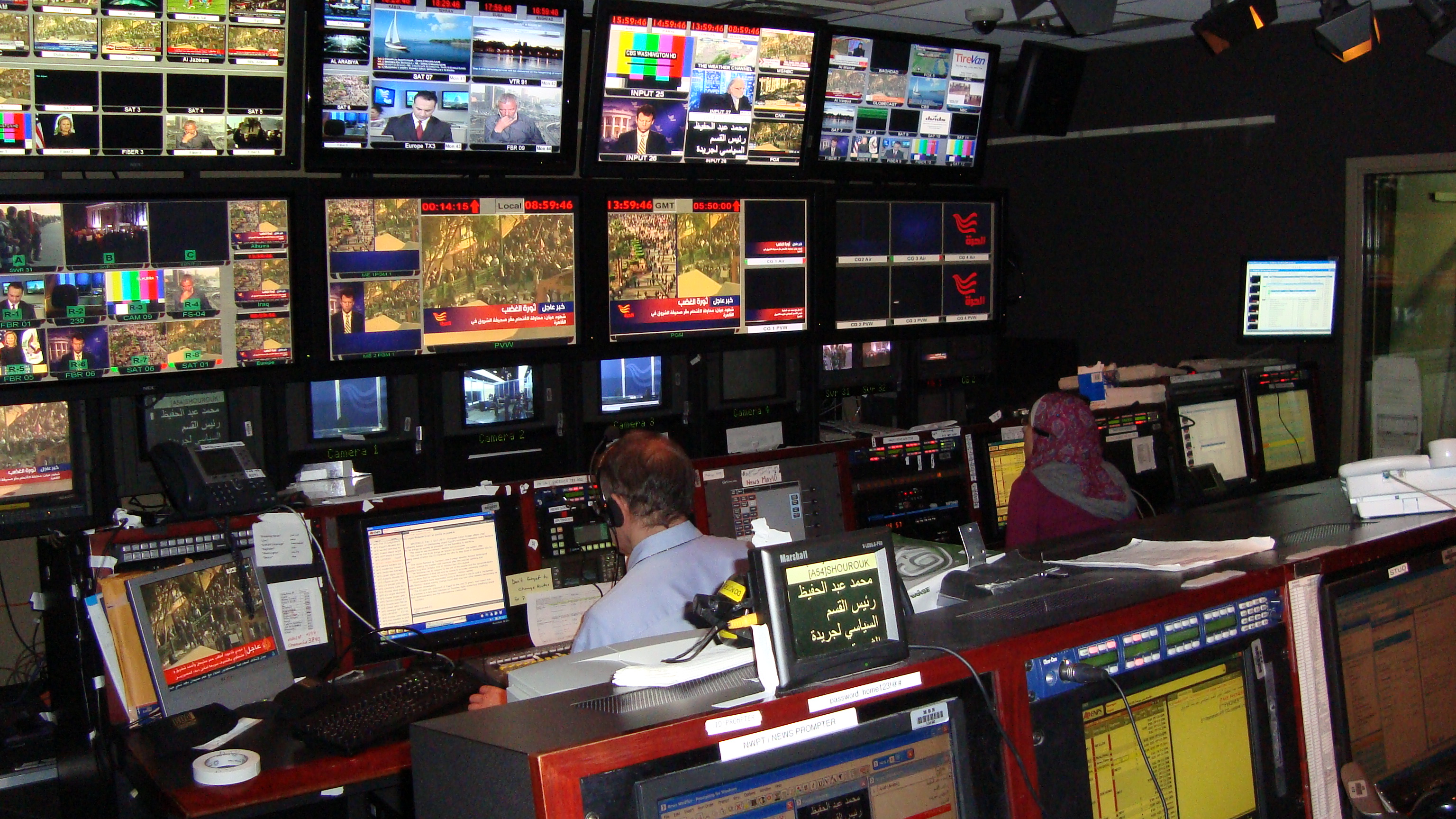
現代人は常に大量の情報にさらされている

この用語と概念はインターネットの前身であるARPANETの創設より古くからあり、図書館情報学からの観点や心理学的現象としての観点がある。心理学では、情報オーバーロードは感覚器官に入ってくる情報の過多と関連している。トフラーは、1950年代に生まれた「知覚過多」という概念の情報化時代バージョンとして説明している。知覚過多は感応性の混乱および喪失の原因と考えられた。トフラーは情報オーバーロードも同様の影響があるが感覚器よりも高次の認知機能についてのものと仮定した。
個人がめまぐるしく変化する状況や目新しい環境に置かれたとき、…彼の予測精度は低下する。もはや適切な判断ができなくなり、合理的行動ができなくなる。
グローバリゼーションという新しい時代が到来し、インターネットで独自の研究を公表する人が増えていき、ウェブサイトの増加と共にデータを消費するだけでなく生産するようになっていった。ユーザーの多くは自ら情報を生み出しており、情報化時代に適応している。より多くの人々が単に閲覧するだけでなく書き込むことで参加するようになってきた。このような流れの中で我々は新たな生活スタイルを築いているが、そういった情報アクセス手段に依存することの危険性も指摘されている。ほとんど即座に大量の情報にアクセスできる情報オーバーロード状態にあるが、コンテンツの妥当性や誤情報の危険性についてはよくわかっていないことが多い。
シアトル大学の Sonora Jha によれば、ジャーナリストらは調査にウェブを使用し、インタビュー記事やプレスリリースから情報を得て、オンラインでニュースを更新しており、インターネット利用の急激な増加によって態度が徐々に変化しつつある。ローレンス・レッシグはこれをインターネットの「リード・ライト」性と呼んでいる。
情報の豊富さはかえって生産性を低下させるということに気付く人々が出てきた。情報オーバーロードは、自分が実際に知っている情報と自分が知るべきだと思う情報のギャップから生じる「情報不安症」を引き起こすようになった。ニュース、電子メール、インスタントメッセージ、ブログ、マイクロブログ、ソーシャルネットワークといった様々な情報源からの情報の量が増加するにつれ、人々は単にそれらを消費するだけでなく、編集者や情報収集者などとしても関与するようになってきている。この分野では、情報過多が生産性や意思決定に悪い影響を与えるのではないかという懸念がある。もう1つの懸念は、有益な情報が不正確な情報や誤った情報に汚染される可能性である。情報オーバーロードに関する研究は、それを合理的に理解しようとする観点で行われるものが多い。

## 歴史
情報オーバーロードという用語の最初期の用例として、ジェイコブ・ジャコビー、ドナルド・スペラー、キャロル・K・バーニングの1974年の論文がある。彼らは192人の主婦を対象として、ブランドに関する情報をより多く与えた場合に意思決定を間違えやすくなるという仮説を検証した。そのずっと以前、ドゥニ・ディドロが同様の考え方を示しているが、情報オーバーロードという用語は使っていない。
世紀を経るにしたがって本の数は増え続けるであろうし、本から何かを学ぼうとすることが宇宙全体を直接学ぶのと同じくらい困難になると予測する人もいる。自然界から真実のかけらを探し出すことは、膨大な数の書籍に隠されていることを発見するのとほとんど変わりない。—ドゥニ・ディドロ、百科全書 （1755年）

### 前史
テクノロジーの進歩と共に情報の生産量は増大しており、情報オーバーロードについては歴史上何度も記述されてきた。紀元前4世紀から3世紀には、既に情報オーバーロードに否定的な見方がなされている。そのころ成立したとされる「コヘレトの言葉」12章12節に「書物はいくら記してもきりがない」という記述がある。また大セネカは紀元1世紀に「書物が豊富にありすぎると注意散漫になる」と記している。書物の増大については中国でも同様の見方をされていた。

### ルネサンス
1440年ごろ、ヨハネス・グーテンベルクが活版印刷を発明し、情報の生産は新たな段階へと入った。生産コストが低下したことにより、誰でも書物を手に入れられるようになっていった。学者らは、情報が豊富になったと同時に印刷を急ぐあまり中身の質が低下したなどと不満を口にするようになり、新たな情報の供給が管理不能になってきたと感じた。

### 情報化時代
20世紀後半、コンピュータと情報技術が発展し、インターネットが生まれた。
この情報化時代においては、スパムを含む大量の電子メール、インスタントメッセージ、マイクロブログ、ソーシャルネットワークの更新などといった大量の情報が管理不能に陥ることで情報オーバーロードが発生する。ソーシャルメディアなどのテクノロジーは我々の社会文化にまで影響を及ぼし、一部のサイトでは「ソーシャル情報オーバーロード」と呼ばれる状況も発生している。

## 一般的原因
情報オーバーロードの一般的原因として以下のようなことが挙げられる。
- 報道は速報性を重視してニュースの発信頻度を上げてきたが、そのことが記事の品質低下を招いている[28]。
- インターネットにおいては、容易に情報を複製・転送できる。
- 情報を得る経路が増えた（例えば、電子メール、インスタントメッセージ、RSSなど）。
- 歴史的情報は時と共に増大している。
- 入手可能な情報間で矛盾したり、不正確な情報しか入手できない。
- 情報のSN比の低下。
- 異なった種類の情報を比較・処理する手法が存在しない。
- 情報の断片同士の関係を明らかにするための全体的構造が存在しない。

電子メールは情報オーバーロードの主要な原因の1つであり、人々は受信メールを処理するのに奮闘している。不要なスパムをフィルタリングしたり、巨大化し続ける添付ファイルを扱ったりしなければならない。
2007年12月、ニューヨーク・タイムズのブログで「情報オーバーロードは6500億ドルの経済損失?」と題したポストがあり、2008年4月には本紙で情報オーバーロードによって「増え続ける電子メールが一部の人々の仕事の障害となっており、自動的にリプライしてオーバーロードを防いでくれるようなソフトウェアは未だに登場していない」といった内容の記事が掲載された。
2011年1月、MSNBCのライター Eve Tahmincioglu は「今こそあふれた受信箱をなんとかしよう」と題した記事を書いた。彼女は専門家の意見を集約して統計値を推測し、2010年には毎日2940億通の電子メールがやりとりされていたと報告している。この値は2009年に比べて500億通増えているという。記事の中で職場の生産性の専門家マーシャ・エガンの言葉として、電子メールに応答することと整理することを区別する必要があるとしている。すなわち、全ての電子メールにすぐに返信するのではなく、まず不要な電子メールを削除し、残ったものを返信が必要なメールと参照のみのメールに分類する。そして、電子メールを管理することを心がけないと、電子メールに管理されることになるとしている。
デイリー・テレグラフは、ハーバード・ビジネス・レビューの元編集責任者で『ネット・バカ～インターネットが私たちの脳にしていること』の作者であるニコラス・G・カーの言を引用し、電子メールは新しい情報を求める人間の基本的本能を利用し「社会的または知的栄養のペレットを受け取るという望みを持って不注意にレバーを押す」ような中毒症状をもたらしているとした。エリック・シュミットも同様の懸念を共有しており、瞬時に結果が得られる機器と電子メールなどのテクノロジーを利用して人々が豊富な情報にさらされることで、理解と熟慮を遮断し、思考過程に影響を及ぼし、記憶の形成を妨げ、学習を困難にする可能性があると指摘した。そのような「認識のオーバーロード」は結果として、経験として長期記憶に格納される情報の減少を生じ、思考を「薄く散漫な」状態にするという。このことは教育においても明らかに同様だと指摘されている。
テクノロジー投資家にも同様の懸念を持つ者がいる。
電子メールに加え、ウェブは何十億ページもの情報へのアクセスを提供してきた。多くの職場で従業員はウェブへの無制限のアクセスを提供され、それを調査に利用している。検索エンジンがすばやい情報検索を可能にしている。しかし、オンラインの情報は専門家による事前のチェックを経ておらず、信頼できるとは限らない。結果としてそういった情報はクロスチェックしないと意思決定の材料にできず、時間がかかってしまう。

## 反応

### 企業や政府などの反応
多くの学者、企業の意思決定者、政府の政策立案者らは、この現象の大きさと増大する影響を理解している。2008年7月、様々な背景をもつ研究者らが集まり研究グループ「IORG」を創設した。IORGは、問題を自覚させ、研究結果を共有し、情報オーバーロードへの対策を促進することを目的とする非営利団体である。
最近の研究で、情報オーバーロードから自然に一種の「アテンション・エコノミー」が発生すると示唆している。それにより電子メールやインスタント・メッセージといった特定のコミュニケーション媒体について、インターネットユーザーがオンライン経験を制御しやすくする。これは例えば電子メールのメッセージにある種のコストを付属させることでなされる。例えば、ある人に電子メールを受け取らせるには、送信側がわずかな料金（例えば5ドル）を支払わなければならないと設定する。そのような課金の目的は、送信側に割り込みの必要性を熟慮させることにある。しかし現状の電子メールは事実上無料であり、そのような提案は電子メールの人気の基盤を徐々に蝕むだろう。
経済学では、人々が理性的であると仮定することが多く、自分が何を好むかをわかっていて、それを最大化するできる限りよい方法を捜す能力があるとする。人々は利己的で、気に入ったものに集中するとされる。人々が気に入ったものの良い面しか見ず、それに付随する他の面を無視することで情報オーバーロードが生じた。Lincolnは、より全体的なアプローチで様々な要因を見ることで、情報オーバーロードへの対処法も見つかると示唆している。

### 情報オーバーロードへの対処
情報オーバーロードへの対策には様々なものがある。1つの対策であらゆる問題を解決できるわけではないが、多数の手法が提案されてきた。しかし、その多くは主観的なものである。
ジョンソンは訓練によって送りつけられた通知などを排除することを勧めている。彼は通知が人々の注意を仕事からそらし、ソーシャルネットワークや電子メールへと引き込むとしている。彼はまたスマートフォンを目覚まし時計として使うことをやめ、朝一番に電子メールの確認などするのを止めることを勧めている。
Gmail の Inbox Pause というアドオンのようなインターネットアプリケーションを使うという対処法もある。このアドオンは受信する電子メールを減らすわけではない。受信を一時的に休止させるだけで、状況を制御できているという感覚を与えてくれるだけである。
ソーシャルネットワークによる情報オーバーロードの対処法の研究例としてフンボルト大学ベルリンでの研究がある。その研究では、学生がソーシャルネットワーク・サイト「フェイスブック」を実際に使い、情報オーバーロードへの対策を試している。例えば、物理的により遠方の友人の優先順位を常に上にするよう更新し、優先順位の低い友人の更新を隠し、さらに優先順位の低い友人を一覧から削除し、個人情報を共有する範囲を狭くし、フェイスブック内での活動を不活発にするといった戦略である。

### メディア
インターネットのようなメディアで、情報オーバーロードへの自覚を促進する研究が行われている。例えば、癌を疑ってインターネット上の癌に関する豊富な情報を検索した人々が遭遇する情報オーバーロードとその影響についての研究がある。その研究では、インターネット上での不正確または間違った情報の蔓延を防ぐ必要があるとし、どのような健康情報を広めるべきかを論じている。
また、情報オーバーロードへの自覚を促す書籍や、意識的かつ効果的な情報処理方法の訓練のための書籍が多数出版されている。例えばケビン・A・ミラーの「情報オーバーロードを生き残る」、リン・リベリーの「情報オーバーロードを管理する」といった書籍がある。Stefania Lucchetti の "The Principle of Relevance" も同様のトピックを扱っている。
「情報ダイエット」の著者クレイ・ジョンソンは、我々が消費する情報を食べ物にたとえて情報オーバーロードを解説している。すなわち、人々はデザートのように興味深い情報を消費する傾向がある。人々は興味深いものを発見するとソーシャルネットワークやブログやオンライン動画で友人たちと共有するため、その傾向が強化される。安く人気のある情報にはニーズがあり、それらを中心とするように今日のメディアが形成されてきた。彼はそれを人気のある食品を大量生産する工業化された食品産業と比較している。

### 情報組織化の問題
一部の認知科学者やグラフィックデザイナーは、生の情報と思考に使うことができる形の情報が異なることを強調してきた。この観点では、情報オーバーロードは組織化不足（アンダーロード）と見ることができる。すなわち、問題は情報が多すぎることではなく、生の情報や偏った形態の情報を我々がうまく活用できないという点にあるという。このような見方をするグラフィックデザイナーとして、情報アーキテクチャという用語を生み出したリチャード・ソール・ワーマンがいる。また、統計学者エドワード・タフティも同様の考え方である。ワーマンは情報の量とそれを処理する我々の能力の限界を説明する用語として「情報不安症」を使用する。タフティは主に量的な情報を扱い、明快な思考を容易にすべく、大きな複雑なデータセットを視覚的かつ組織的に表現する方法を探究している。